# Angélica Aragón
Angélica Aragón, nom de scène d' Angélica Espinoza Stransky, née le 11 juillet 1953 à Mexico, est une actrice mexicaine de cinéma, de théâtre et de télévision.
Elle est notamment connue pour ses rôles dans les telenovelas Vivir un poco (es) et Mirada de mujer.

## Biographie

### Enfance
Angélica Espinoza Stransky est la fille du célèbre acteur et compositeur mexicain José Ángel Espinoza (es), plus connu sous le nom de  « Ferrusquilla », et de Sonia Stransky. Elle a une sœur cadette, Vindia, décédée en 2008. Du côté de sa mère, elle a deux demi-frères et sœurs, Jacqueline et John. Son grand-père maternel, d'origine tchèque, était soldat au service de l'empereur François-Joseph de l'Empire austro-hongrois et a combattu pendant la Première Guerre mondiale. Sonia, sa mère, est la secrétaire du musicien Carlos Chávez. Ses parents divorcent quand Angélica a trois ans. Angélica vit avec sa mère et sa sœur dans une maison à Colonia del Valle, un quartier de Mexico. Elle passe également beaucoup de temps avec son père, qui l'emmène avec lui quand il se rend dans les studios de télévision ou de cinéma.

### Formation artistique
Au cours de ses études au Lycée franco-mexicain de Mexico,  Angélica Aragón fait la connaissance de l'acteur espagnol Juan Ribó. Elle rejoint la compagnie théâtrale dirigée par Ribó qui met en scène des œuvres de Federico García Lorca au théâtre de l'Alliance française de Mexico. En 1970, elle participe également à une pièce du metteur en scène Antonio Pasi dans le cadre du Festival Cervantino, à Guanajuato. En 1971, avec le soutien de son père, elle joue un petit rôle dans la version mexicaine de la telenovela El amor tiene cara de mujer (es), produite par Televisa. C'est grâce à Juan Ribó qu'Angélica rencontre l'acteur, metteur en scène et dramaturge Alejandro Jodorowsky, participant comme figurante au film La Montagne sacrée sorti en 1973. Angélica prend son nom de scène en hommage à sa grand-mère paternelle, Fredesvinda Aragón, décédée à l'âge de 19 ans alors qu'elle accouchait.
Une grève à l'Université nationale autonome du Mexique conduit Angélica à émigrer en Angleterre. Elle étudie le théâtre, la danse et le pantomime pendant sept ans à la London Academy of Music and Dramatic Art (LAMDA). Ensuite, elle suit des cours à la London Contemporary Dance School (en). Parallèlement à ses études, Angélica exerce également diverses activités à Londres. Elle travaille comme cuisinière et interprète dans un hôpital et vend des vêtements pour enfants dans le grand magasin Harrods. Elle s'est aussi inscrite à l'Université de Londres, où elle étudie la philosophie, l'histoire et les langues indiennes. Aragón parle sept langues : l'espagnol, l'anglais, le français, l'italien, le portugais, le bengali et le japonais. En tant qu'étudiante en théâtre, elle travaille également pendant cinq ans comme habilleuse au National Theatre de Londres.

### Télévision
De retour au Mexique en 1979, Angélica rejoint l'unité telenovelas du groupe Televisa avec l'aide du producteur Valentín Pimstein. Elle commence par interpréter des seconds rôles dans des feuilletons télévisés tels que Sandra y Paulina (es) avec Jacqueline Andere (1980), El hogar que yo robé (es) avec Angélica María (1981) et Vanessa. (es) aux côtés de Lucía Méndez et d'Héctor Bonilla (1982).
En 1985, Angélica obtient son premier rôle principal dans la telenovela Vivir un poco (es), qui connait un grand succès d'audience et offre à Angélica l'un des rôles les plus marquants de sa carrière. Le plus grand succès de la carrière télévisuelle d'Angélica Aragon prend place en 1997 avec son rôle dans la telenovela Mirada de mujer aux côtés d' Ari Telch (es) et de Fernando Luján. L'histoire de María Inés Domínguez, interprétée par Aragon, une mère de famille qui s'éprend d'un homme plus jeune qu'elle, brise les codes traditionnels de la telenovela au Mexique.
Après le succès de Mirada de mujer, Aragon ne fait que des apparitions sporadiques à la télévision jusqu'à son retour avec un rôle principal en 2000, dans la telenovela Todo por amor (es), une version mexicaine de la telenovela colombienne La madre (es). En 2003, elle revient à la télévision pour participer au deuxième volet de Mirada de mujer : Mirada de mujer, el regreso (es). Bien que le feuilleton recueille de bonnes audiences, il ne parvient pas à surpasser le succès du premier volet. En 2005, Angélica réalise son dernier travail télévisuel d'importance avec la mini-série Ni una vez más, sur la maltraitance des femmes. Elle réalise également quelques épisodes de la série Lo que callamos las mujeres (es)  de la chaîne TV Azteca.

## Filmographie

### Cinéma
- 1984 : L'Enfer de la violence : Maria
- 1984 : Toy Soldiers (en) : Présidente Lopez
- 1984 : Dune : la sœur de Bene Gesserit
- 1986 : Los dos frailes
- 1987 : Lamberto Quintero (es) : Maria de los Angeles
- 1988 : La Furia de un dios
- 1988 : Sabor a mí : Ana María
- 1989 : Goitia, un dios para sí mismo (es) : La Borelli
- 1990 : Pueblo de madera (es) : la propriétaire du magasin
- 1992 : Gertrudis (es) : Pilar Molina
- 1992 : The Harvest : Dr Emma
- 1994 : Novia que te vea (es) : Sarica Mataraso
- 1994 : La señorita
- 1994 : Ámbar : Armandina
- 1995 : Les Vendanges de feu : Marie Jose Aragón
- 1995 : En cualquier parte del mundo
- 1995 : En el aire : Teresa, la mère d'Alberto
- 1996 : Sucesos distantes : Irene Gorenko
- 1996 : Pensamientos : Flor
- 1996 : De muerte natural : Nicolasa
- 1998 : Cilantro y perejil : Teresa
- 1998 : Fibra óptica : Doña Carmen
- 1999 : Reclusorio III
- 1999 : Sexo, pudor y lágrimas : la mère de Carlos
- 2000 : Morceaux choisis : Dolores
- 2000 : Sofía : Doña Ana
- 2000 : Entre la tarde y la noche : Minerva
- 2000 : Crónica de un desayuno : Estela
- 2000 : El grito : Blanca
- 2000 : ¿Y si Cristóbal despierta?
- 2002 : Le Crime du père Amaro : Augustina Sanjuanera
- 2004 : Dirty Dancing 2 : Alma Suarez
- 2004 : Zapata - El sueño del héroe : Mesera
- 2004 : Desnudos : la mère de Diana
- 2005 : Tue te lo pierdes : une femme du public
- 2005 : La Femme de mon frère : Cristina
- 2005 : Tres : Doña Ana
- 2006 : Bella : la mère
- 2006 : Elipsis : Natalia Dominguez
- 2006 : Guadalupe : Juana
- 2007 : Cañitas. Presencia : Doña Elvia
- 2008 : Looking for Palladin : Helen
- 2008 : La virgen negra : Lurdita
- 2009 : From Mexico with Love : Rosa
- 2009 : Todos hemos pecado : La Enamorada
- 2009 : Recién cazado : la mère
- 2010 : L'imbroglio nel lenzuolo : Teresa
- 2010 : El atentado : Tante Avelina
- 2011 : El quinto mandamiento
- 2011 : Tequila : Remedios
- 2013 : Cinco de Mayo: La batalla : Doña Soledad
- 2014 : Todos están muertos : Paquita
- 2014 : Elvira, te daría mi vida pero la estoy usando : la mère d'Elvira
- 2015 : Bestia de Cardo : Victoria Daruich
- 2015 : Estar o no estar : Matrushka
- 2016 : Mr. Pig : Chila
- 2016 : Fragmentos de Amor : Carmen
- 2016 : Treintona, Soltera y Fantástica : Catalina
- 2018 : La prima
- 2018 : No Me Digas Solterona : Tencha
- 2018 : Un sentimiento honesto en el calabozo del olvido : la mère de Belmonte
- 2020 : Son of Monarchs : Doña Lola

### Télévision
- 1980 : Sandra y Paulina (es)
- 1981 : El hogar que yo robé (es)
- 1982 : Vanessa. (es)
- 1985 : Vivir un poco (es)
- 1989 : La casa al final de la calle (es)
- 1997 : Mirada de mujer
- 2000 : Todo por amor (es)
- 2003 : Mirada de mujer, el regreso (es)

## Distinctions
- 1986 : Prix TVyNovelas de la meilleure actrice pour Vivir un poco
- 1998 : Prix TVyNovelas de la meilleure actrice pour Mirada de mujer
- 2003 : Ariel d'argent de la meilleure actrice dans un second rôle pour Le Crime du père Amaro

### Documents audiovisuels
- (es) Óscar Ureil, « TAP - Angélica Aragón » [vidéo], émission TAP (Taller de Actores Profesionales) (57 min), Canal Once (Mexique), 23 juin 2012.